# ホークス・ベイ地方
ホークス・ベイ地方（ホークス・ベイちほう、英: Hawke's Bay Region）は、ニュージーランドの北島東岸に位置する地方。ホーク湾に面する。主な都市にネーピア、ヘイスティングズがある。